# Li Wenliang
Li Wenliang (chineză: 李文亮; n. 12 octombrie 1985, Beizhen City⁠(d), Liaoning, Republica Populară Chineză – d. 7 februarie 2020, Wuhan, Republica Populară Chineză0) a fost un oftalmolog chinez cunoscut pentru sensibilizarea la infecțiile timpurii cu COVID-19 din Wuhan. La 30 decembrie 2019, Wuhan CDC a emis avertismente de urgență către spitalele locale cu privire la o serie de cazuri misterioase de pneumonie descoperite în oraș în săptămâna precedentă. În aceeași zi, Li, care lucra la Spitalul Central Wuhan, a primit un raport intern de diagnostic al unui pacient suspectat de sindrom respirator acut sever (SARS) de la alți medici pe care la rândul său l-a împărtășit cu prietenii săi. El a fost numit avertizor de integritate atunci când acel raport comun a circulat ulterior public, în ciuda faptului că a solicitat confidențialitate celor cu care a împărtășit informațiile. Zvonurile despre un focar mortal de SARS s-au răspândit ulterior pe platformele chineze de socializare, iar poliția din Wuhan l-a chemat și l-a admonestat pentru că „a făcut comentarii false pe internet despre focarul SARS neconfirmat”.
Ulterior, s-a confirmat că focarul nu este SARS, ci un nou coronavirus, SARS-CoV-2. Li s-a întors la muncă și ulterior a contractat COVID-19, boala cauzată de virus, de la un pacient despre care nu se știa că este infectat. A murit de boală la 7 februarie 2020, la vârsta de 33 de ani. O anchetă oficială chineză ulterioară l-a exonerat, iar Partidul Comunist Chinez a oferit formal „scuze solemne” familiei sale și a revocat admonestarea sa. Până la începutul lunii iunie 2020, încă cinci medici de la spitalul din Wuhan, poreclit de atunci „spitalul avertizorilor de integritate”, muriseră din cauza COVID-19.